# Братиславская фондовая биржа
Братиславская фондовая биржа (словац. Burza cenných papierov v Bratislave) — словацкая фондовая биржа. Расположена в столице Словакии — Братиславе. Была основана 15 марта 1991 года в соответствии с указом Министерства финансов Словакии от 1990 года, и является организатором публичных торгов ценных бумаг. Первые торги стали проводиться с 6 апреля 1993 года.